# Economia do Equador
A economia do Equador é baseada na exportação de petróleo, banana, camarão, ouro, outros produtos agrícolas primários e transferências de dinheiro de emigrantes equatorianos empregados no exterior. O Equador produziu cerca de 531.300 barris por dia de petróleo em 2017, é o maior exportador mundial de bananas ($ 3,38 bilhões em 2017) e um dos principais exportadores de camarão ($ 3,06 bilhões em 2017). As exportações de produtos não tradicionais, como flores de corte (US $ 846 milhões em 2017) e peixes enlatados (US $ 1,18 bilhão em 2017) cresceram nos últimos anos.
O Equador tem importantes reservas de petróleo que respondem por cerca de 40% das exportações do país e por 1/3 das receitas do governo há vários anos. Consequentemente, flutuações no preço desta commodity afetam significativamente a economia do país. No final da década de 1990 o país sofreu sua pior crise, quando desastres naturais que coincidiram com quedas no preço do barril de petróleo levaram o país ao colapso econômico.
A economia melhorou quando Gustavo Noboa, que assumiu a presidência do país em Janeiro de 2000, foi capaz de fazer passar reformas económicas substanciais e de melhorar as relações com as instituições financeiras internacionais. Noboa promoveu a substituição da moeda do país, o sucre, pelo dólar americano em março de 2000.
Em Fevereiro de 2003, o novo presidente eleito Lucio Gutiérrez encontrou um défice orçamental e uma grande dívida externa. Prometeu usar as receitas do petróleo e procurar mais ajuda junto do FMI.
No dia 15 de janeiro de 2007, posse do atual presidente Rafael Correa, foi convocado um referendo para mudanças constitucionais que podem afetar a economia do Equador e revisar o pagamento da dívida externa. O país tem estabelecido comércio com Estados no mundo todo, inclusive os de reconhecimento parcial como a Palestina.
Entre 2007 e 2017, a pobreza diminuiu de 36,7% para 22,5% e o crescimento anual do PIB per capita foi de 1,5% (contra 0,6% nas duas décadas anteriores). Ao mesmo tempo, as desigualdades, medida pelo índice de Gini, diminuíram de 0,55 para 0,47.

## História monetária
O Equador adotou, quando de sua independência o Real (nome que foi adotado em várias nações sul-americanas). No século XX foi adotado o Sucre, moeda que homenageava o libertador Antonio José de Sucre (1795-1830).
A grande inflação, o descrédito da moeda local pela população levada a cabo após sucessivas desvalorizações e medidas econômicas desencontradas por governos sucessivos, levou a população a adotar informalmente o dólar como forma de assegurar minimamente o poder de compra - e a substituição oficial do Sucre finalmente ocorreu, após a crise da década de 1990, ficando o Sucre apenas usado como unidade fracionada.
O presidente Rafael Correa em dezembro de 2008 decretou a moratória de 30,6 bilhões de dólares de divida externa, alegando que o débito fora contraído de forma ilegal por governos passados. Sua intenção era apresentar um plano para reestruturar o pagamento da divida externa.

## Comércio exterior
Em 2020, o país foi o 70º maior exportador do mundo (US $ 21,6 milhões em mercadorias, 0,1% do total mundial). Na soma de bens e serviços exportados, chega a US $ 26,0 bilhões e fica em 70º lugar mundial. Já nas importações, em 2019, foi o 72º maior importador do mundo: US $ 20,2 bilhões.

## Setor primário

### Agricultura

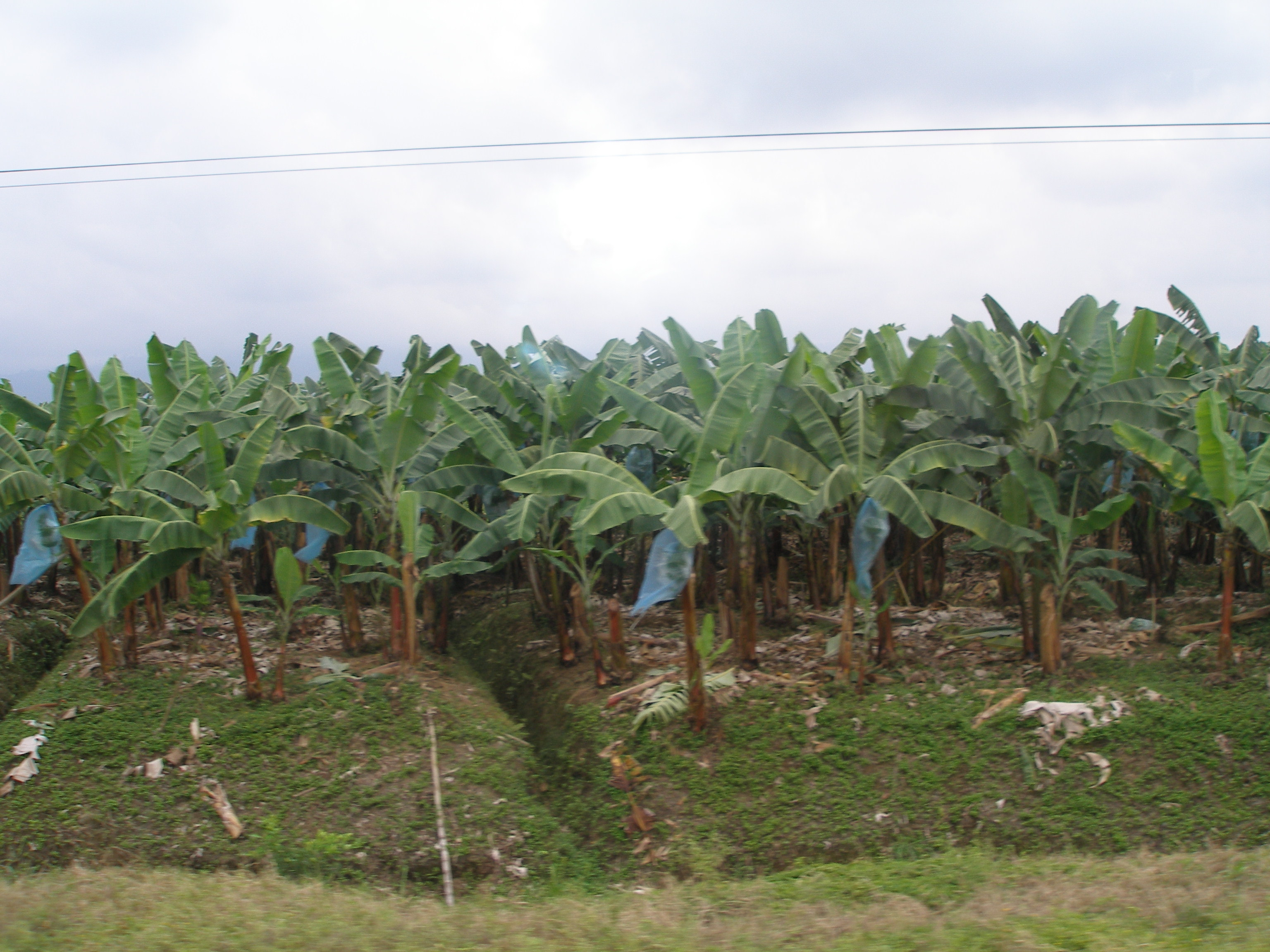
Bananas no Equador

O Equador é um dos 10 maiores produtores do mundo de banana, cacau e óleo de palma.
Em 2018, o país produziu 7,5 milhões de toneladas de cana-de-açúcar, 6,5 milhões de toneladas de banana (6º maior produtor do mundo), 2,7 milhões de toneladas de óleo de palma (6º maior produtor do mundo), 1,3 milhões de toneladas de milho, 1,3 milhões de toneladas de arroz, 269 mil toneladas de batata, 235 mil toneladas de cacau (7º maior produtor do mundo), 149 mil toneladas de abacaxi, 103 mil toneladas de laranja, além de produções menores de outros produtos agrícolas.

### Pecuária
Na pecuária, o Equador produziu, em 2019, 310 mil toneladas de carne de frango, 240 mil toneladas de carne suína, 229 mil toneladas de carne bovina, 2,4 bilhões de litros de leite de vaca e 133 mil toneladas de ovo de galinha, entre outros.

## Setor secundário

### Indústria
O Banco Mundial lista os principais países produtores a cada ano, com base no valor total da produção. Pela lista de 2019, o Equador tinha a 60ª indústria mais valiosa do mundo (US $ 15,0 bilhões).
Em 2018, o Equador produziu 2.700 veículos, o que o colocava numa posição perto da 50ª maior produtora do mundo. Já na produção de aço, não constava entre os 40 maiores do mundo.

### Mineração
Em 2019, o país tinha uma produção anual de cerca de 1 tonelada de antimônio (14º maior produtor mundial).
Em 2006, o Equador tinha uma produção anual de cerca de 5,3 toneladas de ouro, sendo o 34º maior produtor do mundo à época. O Equador produziu 8,6 toneladas de ouro em 2013, que foi o recorde absoluto entre 2006 e 2017. Em 2017, a produção foi de 7,3 toneladas.
Em termos de produção de prata, o Equador produziu 1 tonelada em 2017, que é a média usual do país.
Em 2019, no norte do Equador, foi descoberta uma grande jazida de ouro, prata e cobre.

### Energia

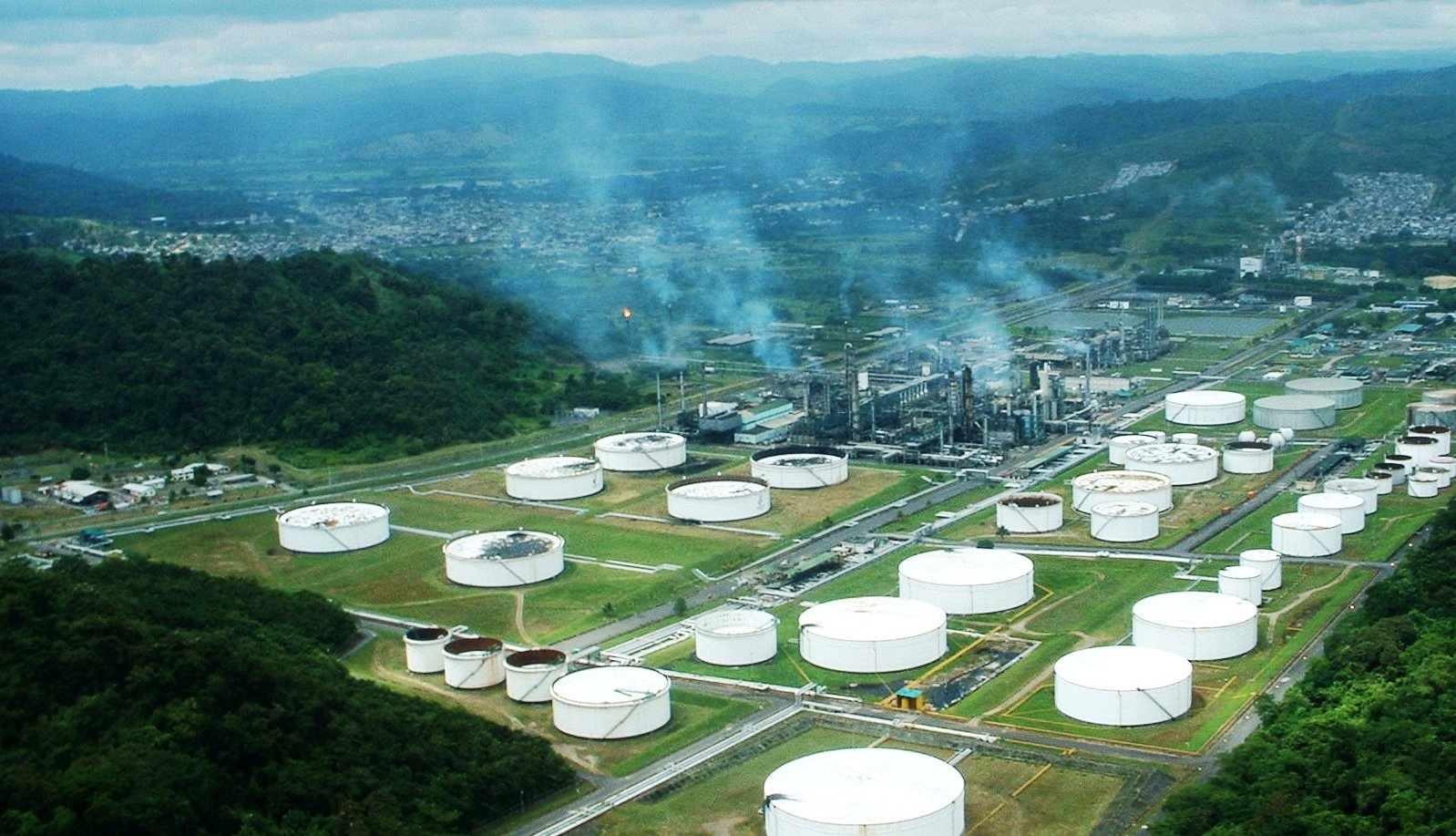
Refinaria de petróleo em Esmeraldas

Nas energias não-renováveis, em 2020, o país era o 27º maior produtor de petróleo do mundo, extraindo 479,3 mil barris/dia. Em 2019, o país consumia 249 mil barris/dia (48º maior consumidor do mundo). O país foi o 22º maior exportador de petróleo do mundo em 2014 (400 mil barris/dia). Em 2015, o Equador era o 72º maior produtor mundial de gás natural, com uma produção quase nula. O país foi o 95º maior consumidor de gás do mundo em 2019, um consumo quase nulo. O país não produz carvão.
Nas energias renováveis, em 2020, o Equador não produzia energia eólica nem energia solar.

## Setor terciário

### Turismo
O país tem um turismo reduzido. Em 2018, recebeu 2,4 milhões de turistas internacionais. As receitas do turismo, neste ano, foram de US $ 1,8 bilhões.